# Tears in the Morning
A Tears in the Morning a The Beach Boys dala, amely az 1970-es Sunflower albumon jelent meg, nem sokkal később pedig kislemezen is kiadták. Ez volt Bruce Johnston első olyan szerzeménye az együttestől, amely kislemezen is megjelent. A szám nem került fel az amerikai slágerlistára, ellenben Hollandiában a 4. helyig jutott.

## Feldolgozások
- A The Radios nevű belga együttes az 1990-ben megjelent No Television albumán dolgozta fel a dalt.
- A norvég metálegyüttes Thulsa Doom a 2005-ös Keyboard, Oh Lord! Why Don't We? albumon adta elő a dalt.

## Zenészek
- Bruce Johnston – ének és háttérvokál, elektromos zongora
- Carl Wilson – háttérvokál, gitár
- Brian Wilson – háttérvokál
- Alan Jardine – háttérvokál
- Mike Love – háttérvokál
- Ronald Benson – gitár, mandolin
- Ray Pohlman – basszusgitár
- Daryl Dragon – vibrafon
- Hal Blaine – dob
- Carl Fortina – concertina
- Igor Horoshevsky – cselló
- Anatol Kaminsky, Sam Freed, Marvin Limonick, David Frisina, George Kast, Nathan Kaproff, Alexander Murray, Dorothy Wade – hegedű
- Virginia Majewski, Robert Ostrowsky, Alvin Dinkin, Allan Harstian – cselló
- Edgar Lustgarten – cselló
- Abe Luboff – nagybőgő

## Külső hivatkozások
- dutchcharts.nl – The Beach Boys – Tears In The Morning